# Per Ågren (fotbollsspelare)
Per Ågren, född 12 april 1962, är en svensk före detta fotbollsspelare (försvarare). Ågren representerade Malmö FF hela sin karriär förutom i sin sista säsong då han spelade för Helsingborgs IF. Efter sin spelarkarriär började Ågren arbeta för det Svenska Fotbollförbundet och en civilkarriär inom bankvärlden. Ågren var sportchef i Malmö FF säsongerna 2011–2013. Han tillträdde efter Hasse Borg och efterträddes av Daniel Andersson.

### Webbkällor
- Malmström, Håkan (5 december 2009). ”Nådde förbundsnivå först efter karriären”. sydsvenskan.se. Arkiverad från originalet den 9 april 2010. https://web.archive.org/web/20100409054347/http://sydsvenskan.se/sport/fotboll/mff/100ar/article569572/Nadde-forbundsniva-forst-efter-karriaren.html. Läst 3 februari 2012.